# Unione Sportiva Poggibonsi 1989-1990
Questa voce raccoglie le informazioni riguardanti l'Unione Sportiva Poggibonsi nelle competizioni ufficiali della stagione 1989-1990.

## Rosa
| N. |                   | Ruolo | Calciatore         |  |
| -- | ----------------- | ----- | ------------------ |  |
|    | Italia (bandiera) | C     | Salvadore Bacci    |  |
|    | Italia (bandiera) | D     | Andrea Bertini     |  |
|    | Italia (bandiera) | D     | Maurizio Bertocchi |  |
|    | Italia (bandiera) |       | Campatelli         |  |
|    | Italia (bandiera) | A     | Gennaro Del Prete  |  |
|    | Italia (bandiera) | D     | Stefano Frescucci  |  |
|    | Italia (bandiera) | A     | Salvatore Fusci    |  |
|    | Italia (bandiera) | P     | Sandro Geraci      |  |
|    | Italia (bandiera) | D     | Riccardo Giannone  |  |
|    | Italia (bandiera) | C     | Roberto Maffei     |  |
|    | Italia (bandiera) | C     | Lamberto Magrini   |  |

| N. |                   | Ruolo | Calciatore           |
| -- | ----------------- | ----- | -------------------- |
|    | Italia (bandiera) | C     | Riccardo Malusci (I) |
|    | Italia (bandiera) | C     | Davide Onorini       |
|    | Italia (bandiera) | A     | Riccardo Pecchi      |
|    | Italia (bandiera) | P     | Riccardo Peruzzi     |
|    | Italia (bandiera) | C     | Stefano Piccini      |
|    | Italia (bandiera) | D     | Massimiliano Ricci   |
|    | Italia (bandiera) |       | Serao                |
|    | Italia (bandiera) | D     | Alessandro Signorini |
|    | Italia (bandiera) | C     | Giovanni Solinas     |
|    | Italia (bandiera) |       | Tempestini           |
|    | Italia (bandiera) | A     | Gregorio Zagaria     |